# Ajuntament de Mollerussa
L'Ajuntament de Mollerussa és un monument i edifici públic del municipi de Mollerussa (Pla d'Urgell) inclòs en l'Inventari del Patrimoni Arquitectònic de Catalunya.

## Descripció
És un edifici públic amb les funcions pròpies de la Casa de la Vila, de construcció sòlida que mostra, en la façana principal que dona a la plaça, composició simètrica de plans. Aquesta façana s'aixeca sobre una porxada de set arcades de mig punt, damunt la qual hi ha tres pisos. En els laterals, a banda i banda, s'aixeca una quarta planta a tall de torre amb teulada a quatre vessants.
Actualment, a l'edifici hi trobem la seu de l'Ajuntament de Mollerussa, així com la comissaria de la Policia Local. També hi ha l'espai de la Caixa de Pensions, una de les empreses promotores de la construcció de l'edifici i habitatges particulars.

## Història
La primera casa de la vila era anomenada "Casa Forta", i era ubicada en l'indret on actualment hi ha l'església parroquial de Sant Jaume i l'espai on actualment es troba l'Ajuntament, era ocupat per l'antiga església. L'any 1951, l'Ajuntament fa públic el propòsit d'enderrocar l'antiga església parroquial per construir-hi la seu de la nova casa consistorial. El mes de juny de 1954, es va aprovar l'enderrocament del vell edifici de la "Casa de la Vila" per construir-hi el nou temple parroquial.
L'octubre de l'any 1957 s'enderrocà la part destruïda que quedava dempeus de l'antiga església. Al solar lliure, s'aixecà l'edifici projectat per la Caixa de Pensions per a la Vellesa i d'Estalvis, amb la finalitat d'ubicar-hi les seves oficines, dependències i la biblioteca municipal, fins a la construcció de l'actual. La resta fou destinada a la construcció del nou ajuntament. El projecte de construcció és encarregat al arquitecte Manuel Cases Lamolla.
Es va començar construint la part destinada a la seu de la Caixa de Pensions i, posteriorment, la seu del govern local, per aquest motiu, la façana té dos tonalitats diferents. Finalment, l'any 1960, es van donar per finalitzades les obres de construcció del nou edifici consistorial.